# 班塔延島
班塔延島是菲律宾的一个島嶼，位於宿霧島西北面的米沙鄢海，由宿霧省負責管轄，長16公里、寬11公里，面積116.4平方公里，前往該島的旅客人數近年不斷增加，2015年人口120,447。
11°13′N 123°44′E / 11.217°N 123.733°E